# Boca Juniors Football Club
El Boca Juniors Football Club  fue un equipo de fútbol de Belice que jugó en la Liga Regional de Belice, la tercera liga de fútbol más importante del país.

## Historia
Fue fundado en la ciudad de San Ignacio en la Región de Cayo, aunque sus partidos de local los juega en Independence and Mango Creek y su nombre y sus colores son en alusión al Club Atlético Boca Juniors de Argentina.
Apareció por primera vez en la Liga Premier de Belice en la temporada 2003/04, en un periodo en el que existían dos ligas paralelas en el país, ganando el título de liga.
Posteriormente a ello, por razones financieras y tras la reunificación de las ligas de fútbol en Belice, retornaron a las ligas regionales, en donde han salido campeones en una ocasión.
A nivel internacional han participado en dos torneos de la UNCAF, en donde en ambos casos no han pasado de ronda y ni tan siquiera han podido marcar un gol.

## Palmarés
- Liga Premier de Belice: 1

2003/04
- Liga Regional de Cayo: 1

2001/02

## Participación en competiciones de la UNCAF
| Temporada | Torneo                 | Ronda      | Club           | Casa | Visita | Global |
| --------- | ---------------------- | ---------- | -------------- | ---- | ------ | ------ |
| 2003      | Copa Interclubes UNCAF | Preliminar | LD Alajuelense | 0-5  | 0-10   | 0-15   |
| 2004      | Copa Interclubes UNCAF | 1          | CD Olimpia     | 0-1  | 0-5    | 0-6    |